# Burtî, Cemerivți
Burtî (în ucraineană Бурти) este un sat în comuna Hukiv din raionul Cemerivți, regiunea Hmelnîțkîi, Ucraina.

## Demografie
Componența lingvistică a localității Burtî
     Ucraineană (98,88%)
     Rusă (1,12%)
Conform recensământului din 2001, majoritatea populației localității Burtî era vorbitoare de ucraineană (98,88%), existând în minoritate și vorbitori de rusă (1,12%).